# Nighthawk
Ne doit pas être confondu avec Nighthawks.
Pour les articles homonymes, voir Nighthawk (homonymie).
Nighthawk - Faucon de nuit dans les traductions d'Aredit et Lug - est un super-héros appartenant à l'univers de Marvel Comics, et ressemblant par de multiples aspects au Batman de DC Comics.
Il y a eu plusieurs incarnations de ce personnage.

## Terre-616

### Nighthawk I (Escadron Sinistre)
Roy Thomas créa le premier Nighthawk dans Avengers #69. Quand le Grand Maître eut besoin d'une équipe pour combattre les Vengeurs, il transforma plusieurs humains en versions alternatives des membres de l'Escadron suprême et créa ainsi l'Escadron Sinistre.
Le Nighthawk de Terre-616 est Kyle Richmond, un homme d'affaires qui pensa un moment devenir super-vilain, puis rejoignit les Défenseurs. Il fut apparemment tué dans une explosion, dans Defenders #106. Cependant, il était en fait plongé dans un coma dont il finit par sortir. Il combattit ses anciens alliés réunis dans l'Ordre.
Juste avant Civil War, il fut contacté par Songbird pour rejoindre les Thunderbolts. Il s'aperçut rapidement que ce choix n'était pas innocent. De par cette alliance, les Thunderbolts pouvaient jouir de la fortune de Richmond. Au retour du Baron Zemo, il quitte le groupe. Il est ensuite contacté par le Grand Maitre pour combattre les Thunderbolts. Pendant la guerre civile, il combat aux côtés de Captain America puis change de camp pour rejoindre Iron Man.

### Nighthawk II (Joaquin Pennysworth)
Cet agent du SHIELD est recruté par Kyle Richmond. Membre du projet Initiative en tant qu'instructeur au Camp Hammond, Richmond obtient de Tony Stark de pouvoir reformer les Défenseurs et de diriger l'équipe. La première mission des Last Defenders ayant été un échec, ils sont dissous et Richmond doit abandonner son identité de Nighthawk. De son propre chef, il supervise la constitution d'une nouvelle équipe et confie son rôle à Joaquin Pennysworth.

## Terre-712 (Other-Earth)

### Nighthawk I
Apparu dans Avengers #85, Nighthawk est membre de l'Escadron suprême, une équipe vivant sur la Terre parallèle nommée Earth-712 (la continuité de l'univers Marvel étant située sur Earth-616). Son identité civile était Kyle Richmond, un homme d'affaires se servant de sa fortune pour combattre le mal. Il rencontra les Défenseurs, perdus dans sa réalité. Kyle Richmond devint président des États-Unis mais tomba sous l'emprise de la Couronne du Serpent. Bien qu'il ne fût pas responsable de ses actes, après que l'Escadron Suprême eut déjoué la menace Richmond démissionna de la présidence et abandonna le groupe.
Lorsque Hyperion annonça l'établissement du Projet Utopie, Richmond comprit que cela s'apparentait à un régime totalitaire semblable à celui en vigueur alors qu'il était sous contrôle ; il refusa de soutenir le projet. Nighthawk tenta d'assassiner Hyperion dès le début du projet avant d'hésiter puis de se raviser. Il organisa alors un contre-pouvoir en recrutant avec le Docteur Menace (l'équivalent de Lex Luthor) des adversaires de l'Escadron pour former une équipe. Alors que les criminels capturés subissaient un lavage de cerveau, leur enlevant leurs pulsions criminelles mais aussi leur libre-arbitre, le Docteur Menace inventa un dispositif permettant d'inverser cette programmation. Le conflit entre les deux groupes culmina lors d'un combat entre l'Escadron et l'équipe de Nighthawk, composée de criminels repentis et de renégats. Ce combat finit par une hécatombe dont Nighthawk fut victime. À la mort de son ancien ami, Hyperion reconnut son erreur et se rendit.

### Nighthawk II (Neil Richmond)
Neil Richmond est le fils d'un ennemi du premier Nighthawk (Huckster), il est membre de l'Escadron Suprême.

## Autres versions

### Supreme Power
Basée sur le personnage Nighthawk de Terre-616, cette incarnation vit sur la Terre-31916 imaginée par le scénariste J. Michael Straczynski. Kyle Richmond fait partie de Supreme Power, puis de l'Escadron Supreme.

### Ultimate Nighthawk
Ce sixième Nighthawk apparaît dans la serie Ultimates (version modernisée des héros Marvel). Il ne dispose pas de super-pouvoirs mais est malgré tout le leader des Défenseurs (des super-héros amateurs).

## Pouvoirs
Ces pouvoirs s'appliquent à Nighthawk I de l'Escadron Supreme.
- Les pouvoirs de Nighthawk lui viennent d'une potion magique.
- Sa force s'accroît durant la nuit. Il peut alors soulever près de 2 tonnes.
- Il est équipé d'un jetpack et d'armes de jet.

## Apparitions dans d'autres médias
En 2014 et 2015, le personnage apparaît dans deux épisodes de la série télévisée d'animation Avengers Rassemblement, doublé en anglais par Anthony Ruivivar.